# The Riddle (Album)
The Riddle ist das zweite Studioalbum des englischen Musikers Nik Kershaw. Es erschien im November 1984 und wird dem Synthie-Pop sowie der New Wave zugerechnet, einige Songs enthalten auch Elemente des Pop-Rocks.

## Entstehung
Wie beim Debütalbum Human Racing arbeitete Kershaw, der alle Stücke selbst schrieb, erneut mit Peter Collins zusammen und nahm das Album mit ihm in den Sarm East Studios auf. Das Albumdesign stammt von Iain McKell. Das Coverfoto, das Kershaw zeigt, wie er an einem Strand einem toten Baum den Rücken zuwendet, wurde am Chesil Beach im englischen Dorset aufgenommen. Die Isle of Portland ist auf der Rückseite des Albums im Hintergrund zu sehen.

## Titelliste
| Nr. | Titel          | Länge |
| --- | -------------- | ----- |
| 1.  | Don Quixote    | 4:55  |
| 2.  | Know-how       | 4:52  |
| 3.  | You Might      | 3:17  |
| 4.  | Wild Horses    | 3:59  |
| 5.  | Easy           | 4:13  |
| 6.  | The Riddle     | 3:52  |
| 7.  | City of Angels | 3:56  |
| 8.  | Roses          | 3:58  |
| 9.  | Wide Boy       | 3:28  |
| 10. | Save the Whale | 6:02  |

## Veröffentlichung und Rezeption
The Riddle wurde im November 1984 über MCA Records veröffentlicht. Etwa zur selben Zeit erschien der Titelsong als Single und entwickelte sich zu einem europaweiten Hit. Die folgenden beiden Singles, Wide Boy und Don Quixote, konnten daran 1985 allerdings nicht anknüpfen, obwohl beide Singles es im Vereinigten Königreich in die Top Ten schafften. #
Die Webseite Allmusic gab dem Album rückblickend viereinhalb von fünf Sternen. Scott Bultman schrieb, die Platte "finally garnered some deserved attention. The rest is his unique style of well-crafted synth-pop." ("Das Album bekommt endlich einige verdiente Aufmerksamkeit. Der Rest ist kraftvoller, stilistisch einzigartiger Synth-Pop.")

## Kommerzieller Erfolg

### Chartplatzierungen
Das Album kam in Großbritannien auf Platz acht; in Deutschland erreichte es Platz zwölf der Albumcharts. In der Schweiz erreichte es Platz 23.
| ChartsChartplatzierungen       | Höchstplatzierung | Wochen |
| ------------------------------ | ----------------- | ------ |
| Deutschland (GfK)              | 12 (22 Wo.)       | 22     |
| Schweiz (IFPI)                 | 23 (7 Wo.)        | 7      |
| Vereinigte Staaten (Billboard) | 113 (10 Wo.)      | 10     |
| Vereinigtes Königreich (OCC)   | 8 (36 Wo.)        | 36     |

| ChartsJahrescharts (1985) | Platzierung |
| ------------------------- | ----------- |
| Deutschland (GfK)         | 61          |

### Auszeichnungen für Musikverkäufe
| Land/Region                  | Auszeichnungen für Musikverkäufe (Land/Region, Auszeichnung, Verkäufe) | Verkäufe |
| ---------------------------- | ---------------------------------------------------------------------- | -------- |
| Neuseeland (RMNZ)            | Platin                                                                 | 20.000   |
| Vereinigtes Königreich (BPI) | Platin                                                                 | 600.000  |
| Insgesamt                    | 2× Platin ·                                                            | 620.000  |